# کاواک‌لی (شهرستان)
کاواک‌لی (انگلیسی: Kavaklı) یک منطقه مسکونی در ترکیه است.